# カール・ノイベルグ

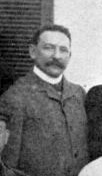
カール・ノイベルグ

カール・ノイベルグ（Carl Neuberg, 1877年7月29日 - 1956年5月30日）は、ドイツ・ハノーファー出身の後年はアメリカで活躍した生化学者。しばしば、「生化学の父」と呼ばれる。
アルコール発酵、解糖作用、糖アミノ酸の生化学、酵素化学について研究した。アルコール発酵におけるカルボキシラーゼの発見、それに基づくノイベルグの発酵形式の発見、グリセリン発酵の模式などの多くの優れた研究を残した。フルクトース-6-リン酸はノイベルクエスイテルともよばれている。

## 経歴
- 1900年 – ベルリン大学で Ph.D. を修得
- 1903年 – ベルリン大学講師
- 1916年 – 同 員外教授
- 1921年 – 同 教授
- 1938年 – 同 名誉教授

その後、ユダヤ系だったためナチス政府に追われ、アメリカに渡り、
- 1941年 – ニューヨーク大学化学教授
- 1948年 – 医学部教授

その間、カイザー・ウィルヘルム研究所の実験医療および生化学の部長を兼任した。